# Yayoi Matsumoto
Yayoi Matsumoto, född 8 mars 1990, är en japansk simmare. 
Matsumoto tävlade i tre grenar för Japan vid olympiska sommarspelen 2012 i London. Hon blev utslagen i försöksheatet på 50 meter frisim. Matsumoto var även med i Japans lag som tog sig till final på 4 x 100 meter frisim och 4 x 200 meter frisim, där de slutade på sjunde respektive åttonde plats. 
Vid olympiska sommarspelen 2016 i Rio de Janeiro tävlade Matsumoto i två grenar. Hon blev utslagen i försöksheatet på 50 meter frisim. Matsumoto var även med i Japans lag som tog sig till final och som slutade på åttonde plats på 4 x 100 meter frisim.